# Герб Мюнхена
Герб Мюнхена використовується з XIII століття. Століття і багато разів змінювався протягом історії Мюнхена. Сучасні зображення великого та малого міських гербів діють з 1957 року. За винятком короткого періоду з 1808 по 1818 роки, невід'ємною частиною герба завжди був чернець, оскільки назва міста Мюнхен зазвичай виводять від слова «монах». Фігуру ченця часто називають мюнхенською дитиною.
Великий і малий міські герби в їхньому нинішньому вигляді були розроблені в 1957 році графіком Едуардом Еге, хоча відтоді великий герб більше не призначений для загального офіційного використання, а лише для спеціальних представницьких цілей як національна емблема.

## Чернець

Малий герб Мюнхена

Герб із ченцем є промовистим гербом і вказує на назву міста, яка вперше згадується як «Мюнхен» 1158 року. «Мюнхен» — давньоверхньонімецька назва ченця.
Чернець зображений у чорному габіті з золотою облямівкою, капюшоні та червоних черевиках. У лівій руці він тримає червону книгу, права піднята, великий, вказівний і середній пальці витягнуті. Офіційне тлумачення, яке відображено в статуті міського герба, передбачає, що права рука піднята для присяги, червона книга в лівій руці називається книгою присяги міста або книгою міського права, яка була вручена як рукопис у червоній палітурці 1365 року. Ця інтерпретація базується на деяких істориках мюнхенського міста ХІХ і XX століть. Однак, спираючись на джерела в міських архівах, Гельмут Шталедер вважає це тлумачення помилкою ХІХ століття і посилається на християнську традицію міста, за якою простягнуту руку слід трактувати як жест благословення, а червону книгу — як Святе Євангеліє.
Чернець як єдина геральдична фігура зустрічається на печатці 1304 року та на прапорах міста з середини XIV століття. Протягом кількох століть до поточної версії з 1957 року відбулося кілька помітних змін. Якщо у XV столітті монах вже набув дещо дитячих рис, то у XVІІІ та особливо у ХІХ столітті спостерігається дедалі більша тривіалізація ченця як мюнхенської дитини. Цей термін вперше задокументований 1727 року.

## Розповідь

### Середньовічні міські печатки
Герб Мюнхена можна простежити на міських печатках 1239 і 1268 років. На них зображено голову ченця з каптуром у зубчастій брамі та орла над брамою. Третя міська печатка Мюнхена, яка використовувалася з 1304 року, нагадувала невеликий міський герб, який існує донині, і на ній був зображений простий монах, що стоїть з піднятою правою рукою і книгою в лівій руці. З 1323 року використовувалися міські печатки, які нагадували великий міський герб, що існує донині. Монах стоїть в арці, а над брамою піднімається лев замість попереднього зображення орла. Золотий лев був символом старобаварських і пфальцьких Віттельсбахів з того часу, як герцог Людвіг Кельгеймер отримав титул пфальцграфа біля Рейну в 1214 році.

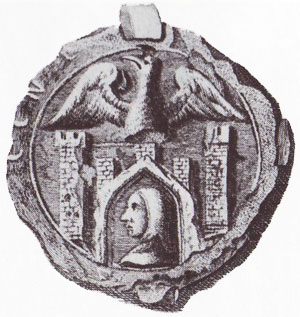
Друга міська печатка 1268 - 1302 рр.
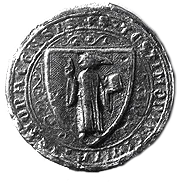
Мала печатка 1304 до 1398
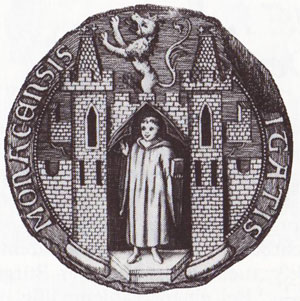
Велика печатка 1323 до 1356

### Герб після затвердження Максом I Йосифом
У 1808 році король Макс I Йосип подарував місту Мюнхен історичний міський герб зі старовинними воротами, на яких лежить королівська корона. Золотий баварський лев зображений сидячим у воротах, тримаючи в лапах меч і щит з буквою «М». Як освічений монарх Макс I Йосип хотів показати приклад і покласти у гербі край «варварству ченців». Проте жителі міста протестували проти повного стирання цієї історичної згадки, і тому в 1818 році сигль «М» у гербі було замінено на голову ченця.

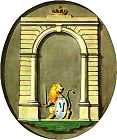
1808–1818 рок
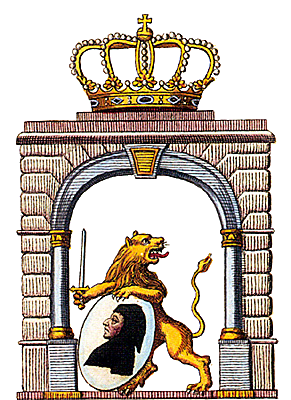
1818–1835 рр

### Герб після затвердження Людвігом I.
У 1834 році король Людвіг I повернув місту його історичний герб у вигляді великого та малого гербів. Вони відтворювали старі печатки у своєму зображенні, малий герб — печатку 1304 року, великий герб — печатку 1323 року. Герб 1835 року містив синій колір поля, який був виправлений сріблом у 1865 році за Людвіга II. Колір поля рідко змінювали, наприклад, у XVI столітті використовували золото.

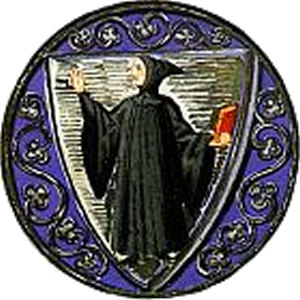
1835-1865 Малий герб
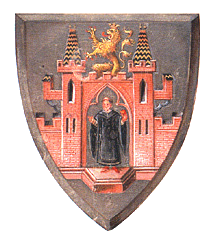
1865-1936 1949-1957 Великий герб
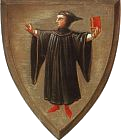
1865-1936 1949-1957 Малий герб

### Герб часів нацизму
Лише з 1936 по 1945 рік лев на великому гербі був знову замінений орлом, імператорським орлом «Третього рейху» зі свастикою; Мюнхенська дитина стояла, як поліцейський, розкинувши руки перед воротами. Дизайн належав Річарду Кляйну. Після того, як після Другої світової війни ця нацистська версія герба була скасована, жодного офіційного герба не було встановлено з 1945 по 1948 рік.

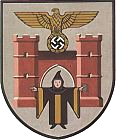
1936–1945 рок

### Новіші герби
З 1949 по 1957 рік знову існував і малий, і великий герб. Використовувалися уявлення, що діяли до 1936 року.

У 1957 році як малий, так і великий міські герби були перероблені графіком Едуардом Еге. Водночас 17 грудня 1957 року міська рада вирішила більше не використовувати великий герб для офіційного користування, а лише для спеціальних представницьких цілей.

1957 до сьогодні Великий герб Використовується лише в особливих випадках
1957 до сьогодні Малий герб офіційно використовуване зображення

Герб і зображення, опубліковані в останньому чинному статуті міського герба, є дійсними. Статут про герб міста від 2 грудня 2002 року діє з 1 січня 2003 року.
Офіційні герби не відповідають правилам класичної геральдики. З одного боку, для шкіри використовується тілесний колір, а для волосся — коричневий, що не передбачено класичною геральдикою. З іншого боку, кольори не завжди чітко відрізняються один від одного, наприклад, на голові та руці. Втім, сьогодні це вже не має вирішального значення, оскільки ці правила використовувалися в середньовіччі для розрізнення кольорів на полі бою, навіть на великих відстанях.

## Герб районів Мюнхена
→ Список гербів Мюнхена

Лише кілька районів сьогоднішнього Мюнхена до їх створення мали власний герб. Зокрема, це були передмістя Ау, міста Пазінг і Швабінг, а також громади Аубінг, Фельдмохінг, Оберменцінг і Унтерменцінг. Рада Мільбертсхофена, який став містом у 1910 році, 16 лютого 1911 року вирішила запровадити герб. Однак спочатку це впровадження було відкладено через заплановану інкорпорацію до Мюнхена, але інкорпорація в 1913 році зробила його застарілим.

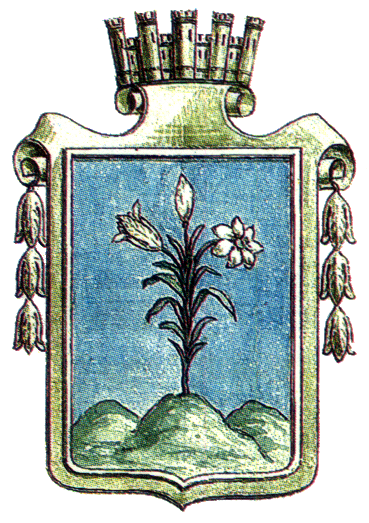
Ау
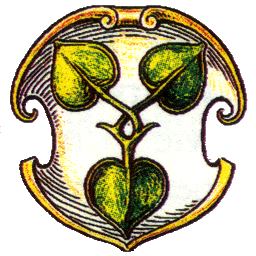
Аубінг
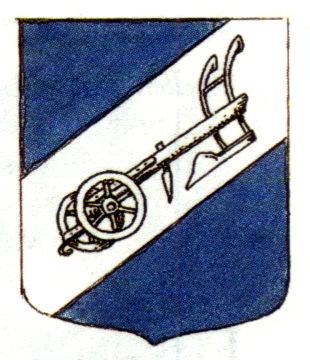
Фельдмохінг
Оберменцінг
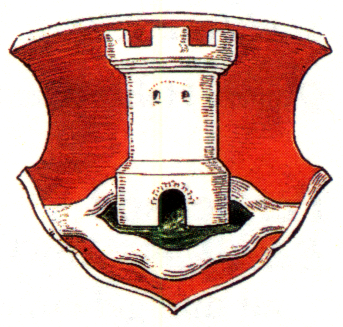
Пазінг
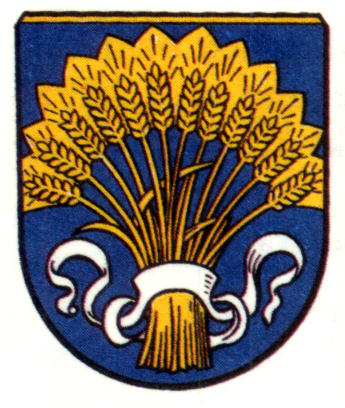
Швабінг
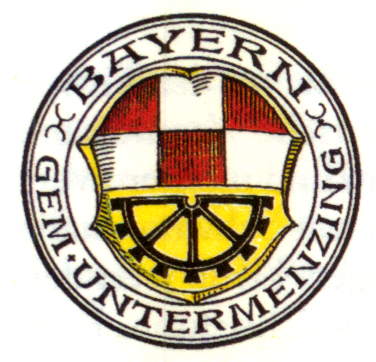
Унтерменцінг
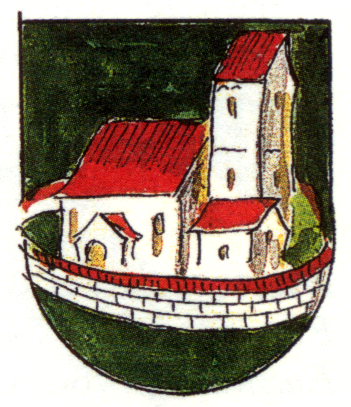
Мільбертсхофен (проєкт)

## Вебпосилання
- Das Stadtwappen der Landeshauptstadt München. In: muenchen.de — Das offizielle Stadtportal. Landeshauptstadt München, abgerufen am 7. Februar 2011.
- Haus der Bayerischen Geschichte: Wappen und Wappengeschichte